# Szaff el-Bakar
A Szaff el-Bakar (Saff el-Baqar) III. Antef, a XI. dinasztia negyedik uralkodójának sírja az első átmeneti kor végéről, i. e. 2100 körüli időből. A szaffsír-hagyomány utolsó királysírja, II. Montuhotep sírja már ennek egy továbbfejlesztett változata.
III. Antef közvetlenül apja, II. Antef nyughelye mellé építette a sajátját. Szerkezetében azonos, de alakjában eltér attól és I. Antef sírjától. Az udvar jóval rövidebb, mint az elődöké, csak 85–90 méteres. Az oszlopsor viszont hosszabb, mint a két elődé, 76 méteres. Körülbelül 5 méteres mélységig süllyed az udvar szintje az oszlopsorig. Az udvar nyugati oldalán tíz sírkamrát vágtak, az északin hetet, a keletin hatot. Ezekből több olyan van, aminek csak a bejárata ismert, mert a puha kőzet beomlott. Két melléksírnál saját négy oszlopos előtér van, kettőnél pedig két oszlopos található. Nyilván ők voltak a leggazdagabbak vagy legbefolyásosabbak a királyi kíséretből. A sírkamrákat általában két további oszlop tartja. Az udvar tájolása a korábbiakhoz hasonlóan nem észak–déli irányú, hanem hossztengelye északnyugat–délkeleti, míg az oszlopsor északkelet–délnyugati irányú.
A tulajdonos személyét az 1970–74-es ásatásokon a DAI régészei állapították meg, bár Herbert Eustis Winlock már 1915-ben őt valószínűsítette.